# سرژ سعید
سرژ سعید (عربی: سيرج دولت سعيد؛ زادهٔ ۱۱ نوامبر ۱۹۸۵) بازیکن فوتبال اهل لبنان است.
از باشگاه‌هایی که در آن بازی کرده‌است می‌توان به باشگاه راسینگ بیروت اشاره کرد.
وی همچنین در تیم ملی فوتبال لبنان بازی کرده‌است.